# Emil Roth (Architekt)
Emil Roth (* 26. Oktober 1893 in Bari; † 28. August 1980 in Zürich) war ein Schweizer Architekt.

## Leben
Emil Roth war ein Cousin von Alfred Roth, mit dem er später zusammenarbeitete. In Bari geboren, zog er in seiner Kindheit mit seiner Familie in die Schweiz zurück, wo er einen Teil seiner Schulzeit am Bodensee verbrachte und ab 1911 an der ETH Zürich studierte. Nachdem er zum Aktivdienst eingezogen worden war, erkrankte er schwer an einem Lungenleiden und musste seine Karrierepläne vorläufig aufgeben. Nach Gehilfentätigkeiten in verschiedenen Bauberufen wurde er 1922 Praktikant in einem Basler Architekturbüro.
Roth gehörte 1924 mit Mart Stam zu den Mitbegründern der Zeitschrift ABC und war deren erster redaktioneller Mitarbeiter. Diese Tätigkeit machte ihn international bekannt. Er arbeitete an El Lissitzkys «Wolkenbügel» mit und beteiligte sich auch am Projekt der Werkbundsiedlung Neubühl in Zürich (1928/32). Weitere Projekte, an denen Emil Roth mitarbeitete, waren das Kinderheim im Mösli, die Mehrfamilienhäuser Doldertal (1935/36) und die Jugendherberge im Rohrbruck in Fällanden (1937). 1938 plante er das Kinderheim auf dem Wildboden bei Davos, das Ernst Ludwig Kirchners Bewunderung erregte. 1939 zog sich Emil Roth, erneut schwer erkrankt, aus dem Berufsleben zurück. Sein Sohn Urs Beat Roth wurde 1946 geboren. Er absolvierte ebenfalls eine Architektenausbildung.
Die von Roth geplante Jugendherberge erwies sich schnell als zu klein und bot ihren Besuchern nur wenig Komfort. Erst in den 1970er Jahren gab es Warmwasser für die Duschen und ein Brand im Wohnungsteil im Jahr 1981 führte zu einem Wiederaufbau mit verbessertem Komfort.